# Zebraplatys
Zebraplatys là một chi nhện trong họ Salticidae.

## Các loài
Các loài trong chi này gồm:
- Zebraplatys bulbus Peng, Tso & Li, 2002
- Zebraplatys fractivittata (Simon, 1909)
- Zebraplatys harveyi Żabka, 1992
- Zebraplatys keyserlingi Żabka, 1992
- Zebraplatys quinquecingulata (Simon, 1909)